# Stazione di Campiglia Marittima
Stazione di Campiglia Marittima vasútállomás Olaszországban, Campiglia Marittima településen.

## Vasútvonalak
Az állomást az alábbi vasútvonalak érintik:
- Pisa–Róma-vasútvonal
- Campiglia Marittima-Piombino-vasútvonal

## Kapcsolódó állomások
A vasútállomáshoz az alábbi állomások vannak a legközelebb:
- Stazione di Vignale Riotorto
- Stazione di Populonia
- Stazione di San Vincenzo